# Alamanno Biagi
Alamanno Biagi (Florència (Toscana), 20 de desembre, 1806 - Idem. 16 de juny, 1861), va ser un director d'orquestra italià.

## Biografia
Va ser el segon dels quatre fills (Lodovico, Alamanno, Antonio i Alessandro) de Leopoldo Biagi, un agent navilier florentí, i la seva esposa Leopolda Corsi.
Tant Alamanno com els altres dos germans van ser introduïts en el món de la música pel seu germà gran Lodovico, un dels primers cirurgians plàstics italians, pianista per plaer, que va morir per causes desconegudes als 41 anys.
Biagi va assistir a l'Acadèmia de Belles Arts de Florència a la dècada de 1820, segona classe de música. El 1824 va guanyar el seu primer premi a la secció de Contrapunt al qual va seguir, el 1829, un altre premi, aquesta vegada gràcies a una composició per a violí i cordes "a l'estil de Haydn". El 30 d'agost de 1831 "el jove molt hàbil i expert" va cridar l'atenció del públic al Teatre Alfieri amb la direcció de dues simfonies.
El 1836 va ser primer violí de l'Orquestra del Teatro della Pergola sota la direcció artística d'Andrea Nencini primer i després de Pietro Romani. Aquell any es van representar Belisario i Lucrezia Borgia de Gaetano Donizetti, Zaira de Vincenzo Bellini, La muta di Portici de Daniel Auber i, a l'estrena mundial, Faust de Luigi Gordigiani. També el mateix any se li va oferir la primera oportunitat real de dirigir l'Orquestra Pergola, amb Nencini com a mestre i director de l'Òpera, a Lucia di Lammermoor de Donizetti. El 10 d'octubre, el cos acadèmic de professors de música "decreta el trasllat dels senyors Alamanno Biagi i Ferdinando Giorgetti, antics professors de la classe de violinistes, a la dels mestres de capella". Va dirigir en aquesta qualitat, cap a finals d'any, a la Compagnia di S.M. del Giglio va anomenar dei Ciechi, a S. Barnaba, la Gran Missa per a dos cors, una de les seves primeres obres per a la qual "n'hi ha prou de dir que l'instrumental va sorprendre, la vocal encantada; que l'únic respecte degut al lloc sagrat guardava. la gent expressa la seva satisfacció al jove compositor". El 27 de novembre va morir el seu pare Leopoldo, un any després de la mort del seu germà Pietro, oncle d'Alamanno i fundador d'una altra branca de la família Biagi (Luigi i Guido Biagi).
El 1837 va assumir oficialment el paper de director de la Pèrgola, amb Pietro Romani com a mestre i director de l'Òpera i Gaetano Bruscagli com a primer violí, debutant amb Caterina di Cleves de Luigi Savi. En la seva carrera artística va dirigir més de 50 obres de diversos autors.
El 1838 serà l'any de Donizetti. Biagi dirigirà tres òperes del Mestre, Roberto Devereux, Il Campanello i Maria de Rudenz. En aquest últim el personatge de Maria va ser confiat a la gran soprano Virginia de Blasis. Va ser la seva darrera actuació, va morir un mes després als 34 anys i va ser substituïda en actuacions posteriors per una altra gran melodramàtica, Giuseppina Strepponi.
Biagi va dirigir contínuament a la Pèrgola durant tota la dècada 1837-1847, malgrat alguns desacords inicials amb l'empresari Lanari, que aparentment li preferia Luigi Maria Viviani. Va aconseguir èxits de públic i de crítica dirigint obres de diversos autors (Mercadante, Donizetti, Poniatowski, Meyerbeer, Pacini, Weber i altres) amb els millors intèrprets de l'època, des dels barítons Felice Varesi, Fortunato Gorin i Sebastiano Ronconi, fins al contralt, Marietta Brambilla, el tenor Ferdinando Ceccherini, les sopranos Giuseppina Strepponi, Luisa Boccabadati i Marianna Barbieri-Nini.
El 15 de setembre de 1840 va dirigir l'estrena mundial de l'òpera I Petronj e i Geminiani, un drama heroic-còmic en dos actes amb llibret d'Angelo Anelli, que va rebre aplaudiments i elogis del públic florentí. La versió original del llibret també enumera incorrectament Alamanno com a autor de l'obra però una revisió posterior, basada entre altres coses en la correcció del nom de l'autor feta a les còpies del llibret distribuïdes posteriorment en canvi, assigna més correctament la paternitat al seu germà Alessandro Biagi.
El 16 d'agost de 1841, juntament amb Ferdinando Ceccherini, Geremia Sbolci i Ferdinando Giorgetti, va signar el Manifest creat per Abramo Basevi per a la representació de la Creació del món de Haydn al "Salone dei 500 del Palazzo Vecchio" amb motiu del tercer congrés científic. "Música considerada filosòficament" que s'hauria celebrat l'1 de setembre d'aquell any.

El 14 de març de 1847 Biagi va dirigir l'estrena mundial del Macbeth de Giuseppe Verdi. Va ser un gran èxit de públic (Verdi va ser cridat a l'escenari almenys 40 vegades), ben preparat pel mestre amb llargs i minuciosos assajos (en va presidir personalment més de 100) que van "esgotar" els treballadors. 
| « | "Però els directors de l'espectacle Pietro Romani concertino i director d'orquestra Alemanno Biagi i els artistes que tenien un nom justament famós com Barbieri Nini i Varesi van caure a poc a poc sota l'encant d'aquella voluntat de ferro, d'aquella imaginació indomable mai satisfeta amb si, i que tornava cada dia per suggerir alguna nova interpretació, potser xocant amb la del dia anterior, però més perfecta, més eficaç artísticament." | » |

També l'any 1847 va dirigir una missa de Rèquiem a 4 veus amb partitura completa que va compondre en memòria del seu germà Lodovico que havia mort uns anys abans.
Biagi va anar més enllà de la seva pura activitat com a músic, jugant també un paper fonamental en la defensa dels interessos dels treballadors del teatre, fent seves les recriminacions dels músics, que quedaven a mercè de les decisions de l'empresari tant pel que fa a les opcions organitzatives com tractament financer. De fet, l'any 1843 va fundar, amb Teodulo Mabellini i Enrico D'Arcis, la Societat de Socors Mutus entre artistes musicals, dedicant-hi diners, passió i temps. L'any 1847 va enviar una carta a l'"Accademia degli Immobili" (propietari del Teatro della Pergola) en la qual demanava una sèrie de millores a favor dels músics, l'obtenció d'un subsidi mensual (es pagaven per vespre), una mútua fons per a la seva protecció, però sobretot la possibilitat que l'orquestra funcionés directament sota l'Acadèmia i no l'empresari. No obstant això, no va arribar cap resultat immediat d'aquesta petició, tant és així que en protesta Biagi va renunciar al càrrec de director sense treballar realment durant gairebé tots els anys 1848 i 1849. En una carta del 23 de juny de 1850, Biagi va declarar que tornaria de bon grat a dirigir amb una sola condició, que el seu paper fos dins de les files de l'Acadèmia i no de l'empresa. La condició va ser acceptada. Va tornar de ple a la Pèrgola amb una gran resposta de crítica i públic. Juntament amb el mestre Teodulo Mabellini com a concertino, va dirigir altres tres òperes de Verdi, La battaglia di Legnano, Rigoletto (presentada el 1852 amb el títol de Viscardello) i Il trovatore.
Tanmateix, no va poder veure que es produïssin els canvis desitjats a favor dels intèrprets de l'orquestra, pels quals tant havia lluitat. De fet, Biagi va morir a Florència el 16 de juny de 1861.
Només serà amb el Reglament de l'Orquestra publicat l'11 de desembre de 1863, és a dir, dos anys després de la seva mort, que s'acceptaran efectivament totes les peticions per ell promogudes: el reconeixement d'una xifra anual establerta per l'Acadèmia per al manteniment de l'Orquestra, l'elecció dels membres de l'orquestra és responsabilitat de l'Acadèmia i no de l'empresari, el cobejat sou mensual, el contracte amb cada membre de l'orquestra que ha de tenir una durada de nou anys amb el reconeixement de vuit dies d'assegurança de malaltia a l'any, la possibilitat de treballar per a altres teatres durant els períodes d'inactivitat de Pèrgola.
També post mortem li van concedir un premi per "un bell quartet per a dos violins, viola i violoncel que va presentar poc abans de morir en un dels concursos per la generositat de Basevi".

## Obres principals
- Sestupla: orquestra completa per al Carnaval 18, Societat Filharmònica d'Arezzo 1828
- Simfonia en fa, Total parts nº 21, Societat Filharmònica d'Arezzo
- Fantasia per a violí amb acompanyament de piano, G.Berni 1842
- Missa per a quatre veus i orquestra, 1 partitura (215 pàg.) a 4a ed. Lorenzi 1846
- Himne popular per a veu i piano, 1 partitura (3 p) a 4a ed. Lorenzi 18..
- La Constitució Toscana: Himne per a 3 veus i piano 1 Partitura (14 p.) Ed. Lorenzi 18..
- Missa de rèquiem, 4 veus, cor i orquestra en do min, partitures musicals impreses, en llatí 1847